# دول زرد زیرتنگ
دول زرد، روستایی در دهستان بیجنوند و مشرف به روستای زیرتنگ بیجنوند از توابع بخش زاگرس شهرستان چرداول در استان ایلام کشور ایران است.

## جمعیت
این روستا در دهستان بیجنوند قرار دارد و براساس سرشماری مرکز آمار ایران در سال ۱۳۸۵، جمعیت آن ۵۹ نفر (۱۲خانوار) بوده‌است.